# Fimbristylis shimadana
Fimbristylis shimadana är en halvgräsart som beskrevs av Jisaburo Ohwi. Fimbristylis shimadana ingår i släktet Fimbristylis och familjen halvgräs.
Artens utbredningsområde är Taiwan. Inga underarter finns listade i Catalogue of Life.